# Stenoparmena crinita
Stenoparmena crinita là một loài bọ cánh cứng trong họ Cerambycidae.